# 百松沢山
百松沢山（ひゃくまつざわやま）は北海道札幌市の中央区、西区、南区の境界点に位置する山。全山が広葉、針葉の混合で覆われうっそうたる景観を見せている。
登山道は存在せず、冬季にスキーやスノーシューを用いて登られる。

## 名称について
山名はその頂が豊平川の支流、百松沢の沢頭に位置することに由来している。百松沢という名前は、百松という人が最初に入植したから、または調査に入ったまま帰らなかったからという人名説と、エゾマツやトドマツがたくさん生えていることからという説がある。
北の主峰と南峰の間にコブがあるため、三段山とも呼ばれていた。
1873年（明治6年）の『札縨郡西部図』では、発寒川の源流部とみなし、初寒山という名で記している。

## 地形と地質
尾根が南北に延びており、北には標高1037.8メートルの主峰が、500メートルほど離れて標高1043メートルの南峰がある。
山頂には百松沢溶岩の火山原面が、わずかな緩斜面という形で残っている。
山頂から北東の方角には標高720メートルの広々とした高台があり、「銀の鞍」を意味するジルベル・ザッテルの名で知られている。

## 登山ルート
前述の通り、百松沢山はスキー登山の対象である。
東側の源八沢からたどり、ジルベル・ザッテルを経るルートは古くから愛好されてきたが、ふもとに開業した「スノーモービルランド」と競合するうえに、採石場の作業道とも重なる部分があるため、登山者の安全を考えると現在では避けたほうが良いとされる。
北側の手稲平和霊園の奥から、宮城の沢をさかのぼるルートもあるが、スノーブリッジで渡渉を行うことが前提のため、初冬や融雪時は困難が伴う。